# 第三套橫式新臺幣
| 舊臺幣及各套新臺幣概况 |
| ---------------------- |
| 舊臺幣                 |
| 第一套直式新臺幣       |
| 第二套直式新臺幣       |
| 第三套直式新臺幣       |
| 第四套直式新臺幣       |
| 金門馬祖大陳專用紙幣   |
| 第一套橫式新臺幣       |
| 第二套橫式新臺幣       |
| 第三套橫式新臺幣       |
| 第四套橫式新臺幣       |
| 第五套橫式新臺幣       |
| 新臺幣硬幣             |

第三套橫式新臺幣於民國61（1972）年開始發行新臺幣版本，其壹仟圓紙幣為藍紫色，上面印有先總統之肖像。

## 概覽
本套新臺幣使用時間長度反差極大，伍拾圓及壹佰圓鈔票使用時間幾乎長達30年，伍佰圓及壹仟圓鈔票則很快地被第四套橫式新臺幣取代，而除伍角之外的硬幣版本，直至現在（2021年）仍舊在市面上大量流通。
一個很少人知道的防偽功能是，本套幣（鈔券）正面右側是正背面套印（陰陽互補對印圖案）。採用三色凹版圖面配多色凸版底紋，中央印製廠（安康廠）印製。
民國九十一年（2002年）7月1日停用此套幣鈔券版本。
伍佰圓及壹仟圓鈔票的蔣中正人像為徐明偉雕刻，也是蔣中正首次成為新臺幣鈔票主角。

## 鈔券

### 臺灣用鈔券
| 图案 | 说明 |
|      | 拾圓（NT.$ 10） 紅色調，（正面：國父孫中山頭像 / 背面：總統府圖像）， 版別：華二版 （页面存档备份，存于），年版：民國65年（1976年），鈔券尺寸(毫米)：155 X 66。陳木淦設計、背面鮑良玉雕刻， 第一批於民國67年（1978年）1月16日發行， 以上均於民國91（2002）年7月1日全面停用。 （此鈔券正面為三色凹版及平凸版複色印刷，右側圖案迎光透視可與背面合成為多色完整圖案， 背面風景仍沿用鮑良玉於民國49年（1960年）所刻用於「臺四版」拾圓券風景）。                  |
|      | 伍拾圓（NT.$ 50） 紫色調，（正面：國父孫中山頭像 / 背面：中山樓圖像）， 版別：華二版 （页面存档备份，存于），年版：民國61年（1972年），鈔券尺寸(毫米)：163 X 69。 於民國61（1972）年10月9日發行， 於民國91（2002）年7月1日停用。 （此鈔券為華二版，計有A、B、C、D等4個組別。底紋採多色隔色印刷及正反面套印設計（陰陽互補對印圖案）， 正面與背面為三色凹版印刷，設計及印製品質，頗獲社會各界佳評）。                                                         |
|      | 壹佰圓（NT.$ 100） 綠色調，（正面：國父孫中山頭像 / 背面：總統府圖像）， 版別：華二版 （页面存档备份，存于），年版：民國61年（1972年），鈔券尺寸(毫米)：163 X 69。 首批於民國61（1972）年10月9日發行， 以上均於民國91（2002）年7月1日停用。 （此券為華二版，計有A~G等7個組別。底紋採多色隔色印刷及正反面套印設計（陰陽互補對印圖案）， 正面與背面為三色凹版印刷，設計及印製品質，頗獲得社會各界的佳評）。                                                   |
|      | 伍佰圓（NT.$ 500） 橄欖綠色調，（正面：先總統蔣中正頭像 / 背面：中山樓圖像）， 版別：華一版，年版：民國65年（1976年），鈔券尺寸(毫米)：170 X 75。 於民國69年（1980年）2月25日發行，民國91（2002）年7月1日停用。 （此券為首次發行之新臺幣伍佰圓券，採用先總統 蔣公像為主題圖案。 正面為三色凹版及多色平凸版印刷，右側橢圓形圖案迎光透視，可與背面圖案結合成完整圖案，即陰陽互補對印圖案）。                                                                  |
|      | 壹仟圓（NT.$ 1,000） 深藍色調，（正面：先總統蔣中正頭像 / 背面：總統府圖像）， 版別：華一版 （页面存档备份，存于），年版：民國65年（1976年），鈔券尺寸(毫米)：170 X 75。 於民國69（1980）年2月25日發行，民國91（2002）年7月1日停用。 新臺幣首次發行壹仟圓券，並開啟採用先總統 蔣公肖像之先例，由徐明偉先生鐫刻正面圖案。 正面為三色凹版及平凸版複色印刷，右側橢圓形圖案迎光透視可與背面合成多色完整圖案（陰陽互補對印圖案），是老式凸版印刷無法達到的效果。 |

### 限金門、馬祖通用鈔券
| 图案 | 说明 |
| 新臺幣拾圓券（NT.$ 10） （民國65年版） 民國67年發行 加印「限金門地區通用」字樣。 （页面存档备份，存于）    | 拾圓（NT.$ 10） 紅色調，（正面：國父孫中山頭像，加印「金門」及「限金門地區通用」字樣 / 背面：總統府圖像，加印「金門」字樣）， 版別：華二版 （页面存档备份，存于），年版：民國65年（1976年），鈔券尺寸(毫米)：155 X 66。陳木淦設計、背面鮑良玉雕刻， 第一批於民國67年（1978年）6月16日發行， 以上均於民國91（2002）年7月1日全面停用。 民國41年5月1日公告發行之「金門」地名新臺幣券，僅限於金門地區流通，不得攜出金門以外地區使用。                                                    |
| 新臺幣拾圓券（NT.$ 10） （民國65年版） 民國67年發行 加印「限馬祖地區通用」字樣。 （页面存档备份，存于）    | 拾圓（NT.$ 10） 紅色調，（正面：國父孫中山頭像，加印「馬祖」及「限馬祖地區通用」字樣 / 背面：總統府圖像，加印「馬祖」字樣）， 版別：華二版 （页面存档备份，存于），年版：民國65年（1976年），鈔券尺寸(毫米)：155 X 66。陳木淦設計、背面鮑良玉雕刻， 第一批於民國67年（1978年）6月16日發行， 以上均於民國91（2002）年7月1日全面停用。 民國48年11月1日公告發行之「馬祖」地名新臺幣券，僅限於馬祖地區流通，不得攜出該地區以外使用。                                                     |
| 新臺幣壹佰圓券（NT.$ 100） （民國61年版） 民國64年發行 加印「限金門地區通用」字樣。 （页面存档备份，存于） | 壹佰圓（NT.$ 100） 綠色調，（正面：國父孫中山頭像，加印「金門」及「限金門地區通用」字樣 / 背面：總統府圖像，加印「金門」字樣）， 版別：華二版 （页面存档备份，存于），年版：民國61年（1972年），鈔券尺寸(毫米)：163 X 69。 第一批於民國64年（1975年）8月15日發行， 第二批於民國68年（1979年）1月5日發行（華二版－C組 （页面存档备份，存于））， 以上均於民國70年（1981年）12月8日停用。 民國41年5月1日公告發行之「金門」地名新臺幣券，僅限於金門地區流通，不得攜出金門以外地區使用。 |
| 新臺幣壹佰圓券（NT.$ 100） （民國61年版） 民國64年發行 加印「限馬祖地區通用」字樣。 （页面存档备份，存于） | 壹佰圓（NT.$ 100） 綠色調，（正面：國父孫中山頭像，加印「馬祖」及「限馬祖地區通用」字樣 / 背面：總統府圖像，加印「馬祖」字樣）， 版別：華二版 （页面存档备份，存于），年版：民國61年（1972年），鈔券尺寸(毫米)：163 X 69。 第一批於民國64年（1975年）8月15日發行， 第二批於民國68年（1979年）1月5日發行（華二版 （页面存档备份，存于））， 以上均於民國70年（1981年）12月8日停用。 民國48年11月1日公告發行之「馬祖」地名新臺幣券，僅限於馬祖地區流通，不得攜出該地區以外使用。       |

## 硬幣
中央造幣廠製造
| 图案 | 说明 |
|      | 伍角（NT.$ 0.5） 銅幣（含鋅2.5%及錫0.5%），正面為梅花，背面為伍角面值， 于民國70（1981）年12月8日发行。本硬幣使用至今。       |
|      | 壹圓（NT.$ 1） 銅幣（含鎳6%及鋁2%），正面為蔣中正頭像，背面為壹圓面值， 于民國70（1981）年12月8日发行。本硬幣使用至今。       |
|      | 伍圓（NT.$ 5） 銅幣（含鎳25%），正面為蔣中正頭像，背面為伍圓面值， 于民國70（1981）年12月8日发行。本硬幣使用至今。            |
|      | 拾圓（NT.$ 10） 銅幣（含鎳25%），正面為蔣中正頭像，背面為拾圓面值及梅花十朵， 于民國70（1981）年12月8日发行。本硬幣使用至今。 |

## 舊版新臺幣鈔券與硬幣處理
民國89年（2000年）7月1日，臺灣銀行（部分為中央銀行訊息）新聞稿說明：新臺幣自中華民國89年（2000年）7月1日起改由中央銀行發行，有關各種舊版新臺幣券幣停止流通日期如下：
臺灣銀行－舊版新臺幣仍可持向本行國內各營業單位等值兌換（中央銀行－停止流通之舊版新臺幣仍可持向臺灣銀行各營業單位兌換等值現行流通券幣。）
- 票面載明「臺灣銀行」之各類舊版新臺幣鈔券，除新臺幣發行五十週年紀念性伍拾圓塑膠鈔券外，已於民國91年（2002年）7月1日起停止流通。
- 民國68年（1979年）以前發行之伍圓硬幣、壹圓硬幣（除慶祝總統  蔣公八秩華誕及響應聯合國糧農組織糧食增產運動紀念幣外)、民國38年（1949年）版伍角硬輔幣（銀幣）、民國43年（1954年）版伍角硬輔幣（合金幣）、民國62年（1973年）以前各年版伍角硬輔幣（黃銅幣）、民國39年（1950年）版貳角硬輔幣、民國38年（1949年）版壹角硬輔幣、民國44年（1955年）版壹角硬輔幣及民國63年（1974年）以前各年版壹角硬輔幣已於民國71年（1982年）12月8日起停止流通。

## 資料來源
- 新臺幣券、幣典藏寶庫（清朝至新臺幣時期）分類查詢 （页面存档备份，存于）中央銀行 民國109年（2020）年7月8日補登
- 新臺幣券、幣典藏寶庫（清朝至新臺幣時期）典藏搜索 （页面存档备份，存于）中央銀行 券幣數位博物館 民國110年（2021年）1月7日補登

1. ↑  舊版新臺幣之兌換 （页面存档备份，存于）臺灣銀行
2. ↑  舊版新臺幣兌換 （页面存档备份，存于）中央銀行